# Lycomorphodes
Lycomorphodes é um gênero de traça pertencente à família Arctiidae.